# Despertador (álbum)
Despertador é o segundo disco de estúdio do cantor e compositor brasileiro Leo Cavalcanti. Desde março de 2014 o álbum está disponível para download gratuito no seu site oficial.

## Faixas
| N.º            | Título                               | Compositor(es)                 | Duração |  |
| 1.             | "Despertador"                        | Leo Cavalcanti                 | 4:20    |  |
| 2.             | "Só Digo Sim"                        | Leo Cavalcanti                 | 3:17    |  |
| 3.             | "Sonho Parasita"                     | Leo Cavalcanti, Nenung         | 3:49    |  |
| 4.             | "Leve"                               | Omar Salomão, Leo Cavalcanti   | 4:26    |  |
| 5.             | "Inversão do Mal"                    | Leo Cavalcanti                 | 4:52    |  |
| 6.             | "O Momento"                          | Carlos Rennó, Leo Cavalcanti   | 4:49    |  |
| 7.             | "Get a Heart"                        | Leo Cavalcanti                 | 3:55    |  |
| 8.             | "Tudo Tem Seu Lugar"                 | Leo Cavalcanti                 | 5:22    |  |
| 9.             | "Sua Decisão (Ser Feliz e Contente)" | Leo Cavalcanti, Guilherme Held | 5:24    |  |
| 10.            | "Amoral"                             | Leo Cavalcanti                 | 4:47    |  |
| Duração total: | Duração total:                       | Duração total:                 | 45:01   |  |